# Del Sol (Texas)
Del Sol es un lugar designado por el censo ubicado en el condado de San Patricio en el estado estadounidense de Texas. En el Censo de 2010 tenía una población de 239 habitantes y una densidad poblacional de 107,55 personas por km².

## Geografía
Del Sol se encuentra ubicado en las coordenadas 28°0′47″N 97°31′13″O / 28.01306, -97.52028. Según la Oficina del Censo de los Estados Unidos, Del Sol tiene una superficie total de 2.22 km², de la cual 2.22 km² corresponden a tierra firme y (0%) 0 km² es agua.

## Demografía
Según el censo de 2010, había 239 personas residiendo en Del Sol. La densidad de población era de 107,55 hab./km². De los 239 habitantes, Del Sol estaba compuesto por el 86.19% blancos, el 0.42% eran afroamericanos, el 3.35% eran amerindios, el 0.42% eran asiáticos, el 0% eran isleños del Pacífico, el 6.28% eran de otras razas y el 3.35% pertenecían a dos o más razas. Del total de la población el 83.68% eran hispanos o latinos de cualquier raza.